# Sesam (växt)
Sesam (Sesamum indicum) är en blommande växt i släktet sesamer (Sesamum) inom familjen sesamväxter. Flera vilda släktingar förekommer i Afrika och även ett antal i Indien. Den odlas över stora delar av den tropiska regionen för sina ätbara fröns skull, vilka växer i frökapslar. År 2018 producerades sex miljoner ton, där Sudan, Myanmar och Indien är de största producenterna.
Sesamfrön är ett av de äldsta kända skördade oljefröna, och har odlats i över 3 000 år. Släktet Sesamum omfattar många arter, där flertalet förekommer i Subsahara. Den odlade arten S. indicum härstammar från Indien och är härdig mot torka, samt överlever där många andra grödor inte kan växa. Sesam har ett av de högsta oljeinnehållen av alla frön. Med sin kraftiga nötiga smak är sesamfrön en vanlig ingrediens i mat över stora delar av världen. Likt andra frön och mat så kan den framkalla allergier hos vissa.

## Etymologi
Ordet "sesam" härstammar från latinets sesamum och grekiskans sēsamon, som i sin tur härleds från antika semitiska språk, däribland ackadiskans šamaššamu. Från dessa språkliga rötter har ord som generellt refererar till "olja, eller rinnande fett" uppstått.

## Ursprung och historia
Sesamfrön anses vara den äldsta oljefrögrödan som människan använt. Släktet omfattar många arter där de flesta lever vilt. Flertalet av dessa vilda arter lever i Subsahara. Den odlade arten S. indicum härstammar från Indien.
Arkeologiska lämningar indikerar att sesam började brukas på Indiska subkontinenten för 5 500 år sedan.
Förkolnade rester av sesamfrön har återfunnits i arkeologiska utgrävningar och daterats till 3 500-3 050 f.Kr. Dokumenterad handel med sesam mellan Mesopotamien och Indien förekom 2 000 f.Kr. Det är möjligt att Induskulturen exporterade sesamolja till Mesopotamien, där den var känd som ilu på sumeriska och ellu på ackadiska.
Eventuellt odlades sesam i Egypten redan under den Ptolemeiska dynastin, medan annat indikerar att det var först under Nya riket. I Egypten kallades den för sesemt, och ingår i listan över medicinalväxter i Ebers papyrusrulle, som uppskattas vara över 3 600 år gammal. Arkeologiska studier i Turkiet indikerar att sesam odlades och pressades till olja åtminstone för 2 750 år sedan i det forntida riket Urartu.
Odlandet av sesam gynnades av dess förmåga att växa i områden där andra grödor inte kunde växa. Den är en härdig växt som behöver lite jordbruksstöd - den växer under torka, vid höga temperaturer, utifrån fukt som finns kvar i marken efter monsunen eller till och med när det inte har regnat alls eller om det regnat för mycket. På så sätt kunde bönder odla grödan i utkanten av öknen.

## Botanik

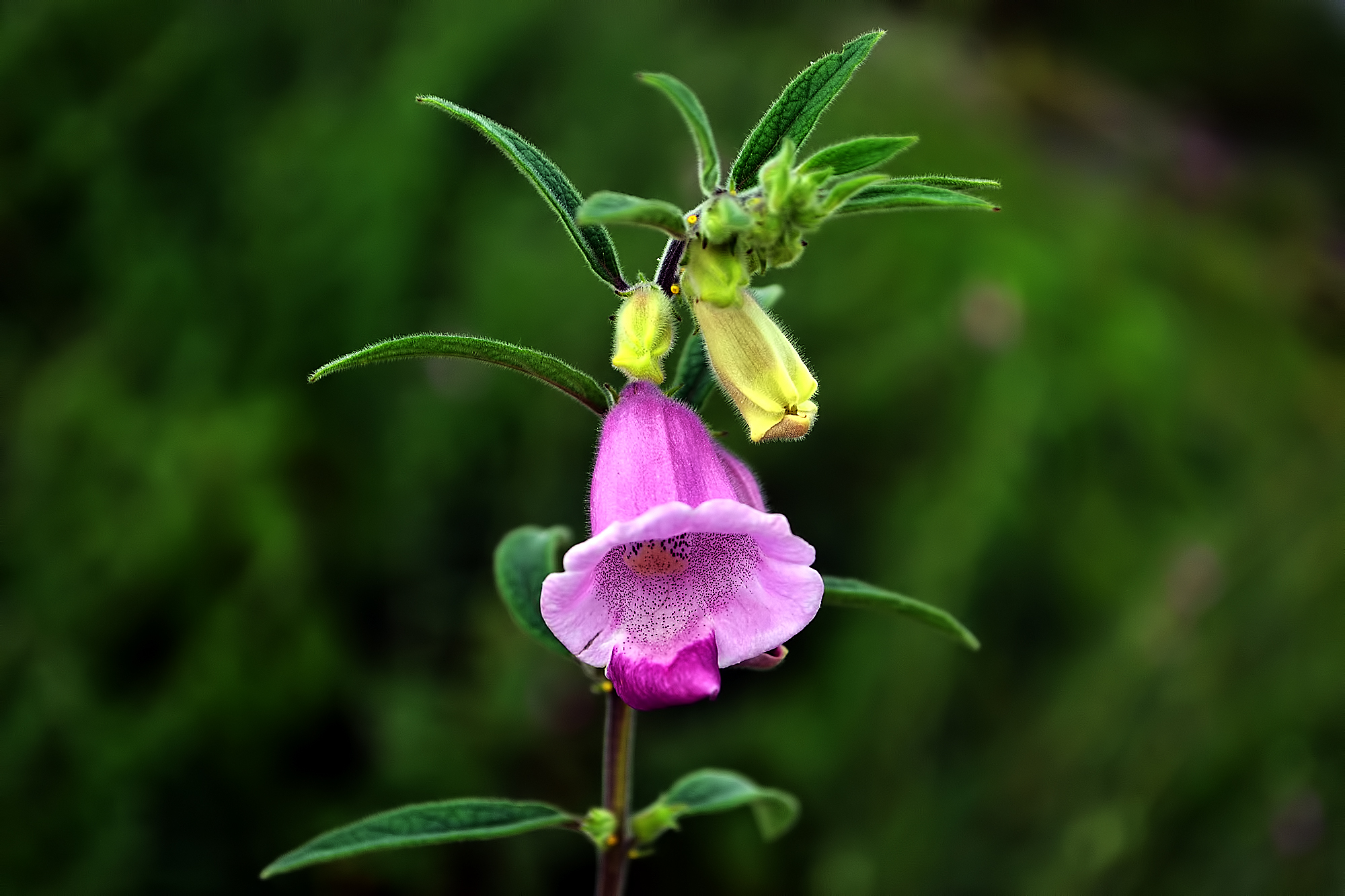
Blomma av S. indicum.

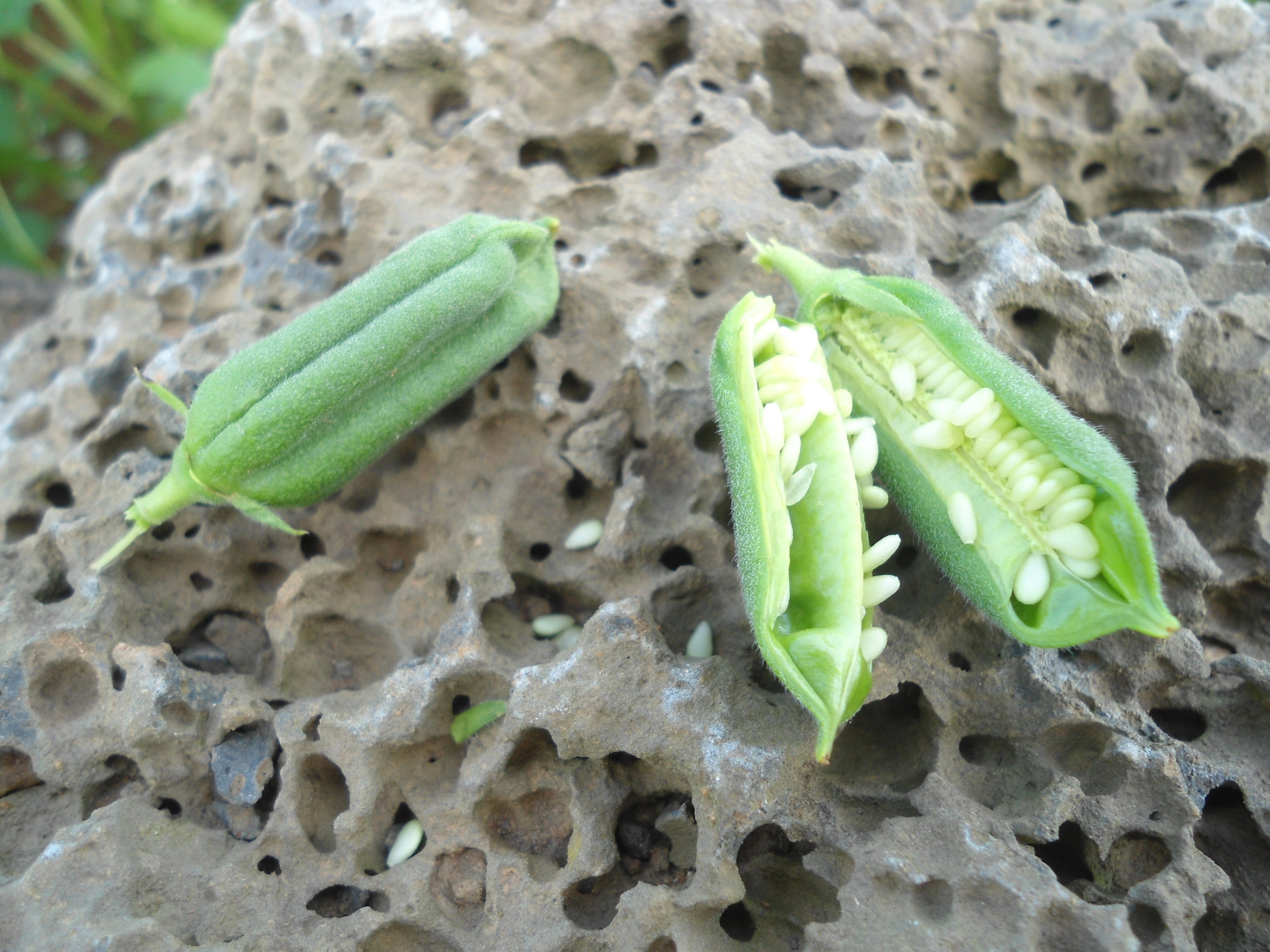
Frökapsel.

Sesam är en ettårig växt som blir 50–100 cm hög, med motstående blad på 4–14 cm avstånd från varandra. De breda lansformade bladen varierar från 5 cm breda vid basen till 1 cm på blomkvisten. Blommorna är klockformade, 3–5 cm långa, med fyrabladig öppning. Blommorna kan variera i färg, och gå i vitt, blått eller lila. Även sesamfröna varierar i färg beroende på kultivar. Den vanligaste bland fröna som säljs i butik är den vitaktiga. Andra vanliga färger är sandfärgade, bruna, guldaktiga, rödaktiga, grå eller svarta. Dessa färger går igen i fruktkött och kärnhus.

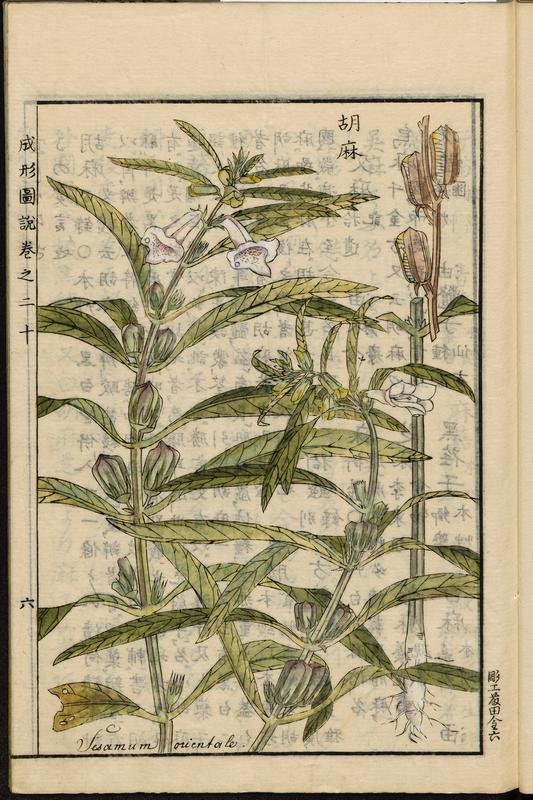
Sesame Eleusine coracana (L.) Gaertn. i Seikei Zusetsu-jordbruksencyklopedi.

Sesamfrukten är en kapsel, ofta med fin behåring, med fyrkantigt tvärsnitt och vanligtvis ett kort trekantigt grenfäste. Kapseln mäter 2–8 cm, med en diameter på 0,5–2 cm och antalet kammare varierar från fyra till tolv. Frukten brister (dehiscens) för att släppa ifrån sig fröna genom att spricka utmed skiljeväggar som går från toppen och nedåt eller utmed två apikala porer, beroende på kultivar.
Sesamfrön är små, men de tusentals olika varieteterna skiljer sig i storlek. Vanligtvis är de 3–4 mm långa, 2 mm breda och 1 mm tjocka. De är äggformade, något tillplattade och något tunnare vid fröärret (hilum) än i motsatta änden. Fröskalet (testa) kan vara slätt eller ribbat.

## Odling
Sesamvarieteter har utvecklats för många olika jordar. Högavkastande varieteter trivs bäst på väldränerade, bördiga jordar med medelstruktur och neutralt pH. Dessa har emellertid låg tolerans för jord med hög salthalt och vattensjuka förhållanden. Kommersiella sesamplantor kräver 90–120 frostfria dagar. Varma förhållanden över 23 °C gynnar tillväxt och avkastning. Även om sesamplantor kan växa på fattig jord, ger ordentligt gödslade marker den högsta avkastningen. Oljehalten i fröet är omvänt proportionell mot dess proteininnehåll.
Sesam klarar torka väl, delvis på grund av sitt omfattande rotsystem. Den kräver dock tillräcklig med fukt för att den ska gro och under dess tidiga tillväxt. När plantan utsätts för perioder av torka eller överskott av vatten är avkastningen betydligt lägre. Fuktnivåer före plantering och under blomning påverkar avkastningen mest. De flesta kommersiella sorter av sesam klarar inte vattensjuka jordar. Nederbörd sent på säsongen förlänger tillväxten och minskar mängden frökapslar som öppnar sig, som istället lossnar och sprider fröna.

## Produktion och handel
| Produktion av sesamfrön, 2018 | Produktion av sesamfrön, 2018 |
| Land                          | Produktion (ton)              |
| ----------------------------- | ----------------------------- |
| Sudan                         | 981,000                       |
| Myanmar                       | 768,858                       |
| Indien                        | 746,000                       |
| Nigeria                       | 572,761                       |
| Kina                          | 431,500                       |
| Världen                       | 6,015,573                     |
| Källa: FAOSTAT, FN            |                               |

År 2018 var världsproduktionen av sesamfrön 6 miljoner ton, där Sudan, Myanmar och Indien stod för största produktionen.
Vita och andra ljusa sesamfrön är de vanligaste i Europa, Amerika, Västasien och Indien. De svarta och mörkfärgade fröna produceras främst i Kina och Sydostasien.

### Handel
Japan är den största importören av sesam. Sesamolja, främst från rostade frön, är en viktig ingrediens i japansk matlagning och traditionellt den vanligaste användningsformen. Kina är den näst största och även där handlar det främst om sesamolja. Kina exporterar även lågprisfrön som inte går till oljetillverkning, främst till Sydostasien. Andra stora importörer är USA, Kanada, Nederländerna, Turkiet och Frankrike.
Sesamfrön är en högt värderad avsalugröda med priser som varierade mellan US$800 och $1 700 per ton mellan åren 2008 och 2010.

## Näringsinnehåll och kemisk sammansättning
| Näringsinnehåll (100 g) |                            |
| Energi                  | 2 432 kJ (582 kcal)        |
| Protein                 | 18 g                       |
| Kolhydrater             | 18 g                       |
| Fett                    | 53 g                       |
| - Varav fleromättat     | 22 g                       |
| Kalcium                 | 110 mg (oskalade 1 160 mg) |
| Järn                    | 2,4 mg (oskalade 10,5 mg)  |

Hela sesamfrön är rika på B-vitaminer och mineraler, som järn, magnesium, kalcium, fosfor och zink. Biprodukten efter oljeutvinning, som ibland kallas sesamoljemjöl, är rik på protein och används som foder inom kyckling- och köttindustrin.
En studie indikerar att konsumtion av sesamfrön kan ha viss effekt på både det systoliska och diastoliska blodtrycket.
Sesamfrön innehåller lignaner som sesamolin, sesamin, pinoresinol och lariciresinol.

## Inom matlagning

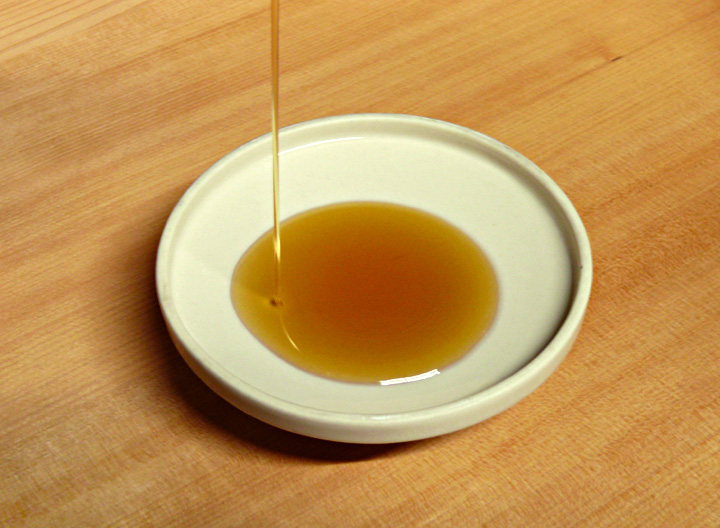
Sesamfrön är en rik på sesamolja.

Sesamfrön är en vanlig ingrediens inom många kök. De används hela för sin rika, nötiga smak. De kan användas i brödbak, både i degen, exempelvis i olika kex, hårdbröd eller kakor, eller som topping ovanpå, exempelvis på hamburgerbröd och matbröd. Ungefär 75% av Mexikos sesamskörd upphandlas av McDonald's till deras hamburgerbröd. Malda sesamfrön används även till att göra vegetariska pastejer och vegetarisk färs. Ihop med vatten kan man även göra sesammjölk.
I Asien är det vanligt att man strör sesamfrön på maträtter, exempelvis på viss sushi. I Japan är det vanligt med sesamfrön i sallader och bakad snacks, och rostade sesamfrön används för att göra smaksättaren gomashio. Inom östasiatiska kök, som i Kina, används sesamfrön och olja i rätter som dim sum, Jin deui (kantonesiska: jin deui) och i vietnamesiska bánh rán. Sesamsmak, genom bruk av olja eller rostade eller råa frön, är vanligt i koreansk matlagning, och används bland annat för att marinera kött och grönsaker. När man gör tempura blandar man ofta sesam- och  bomullsfröolja för fritering.
Sesam, eller simsim som det kallas i Östafrika, används också inom det afrikanska köket. I Togo är fröna en huvudingrediens för soppor och i Demokratiska republiken Kongo och i norra Angola serveras wangila, en rätt av malda sesamfrön, ofta med rökt fisk eller hummer.

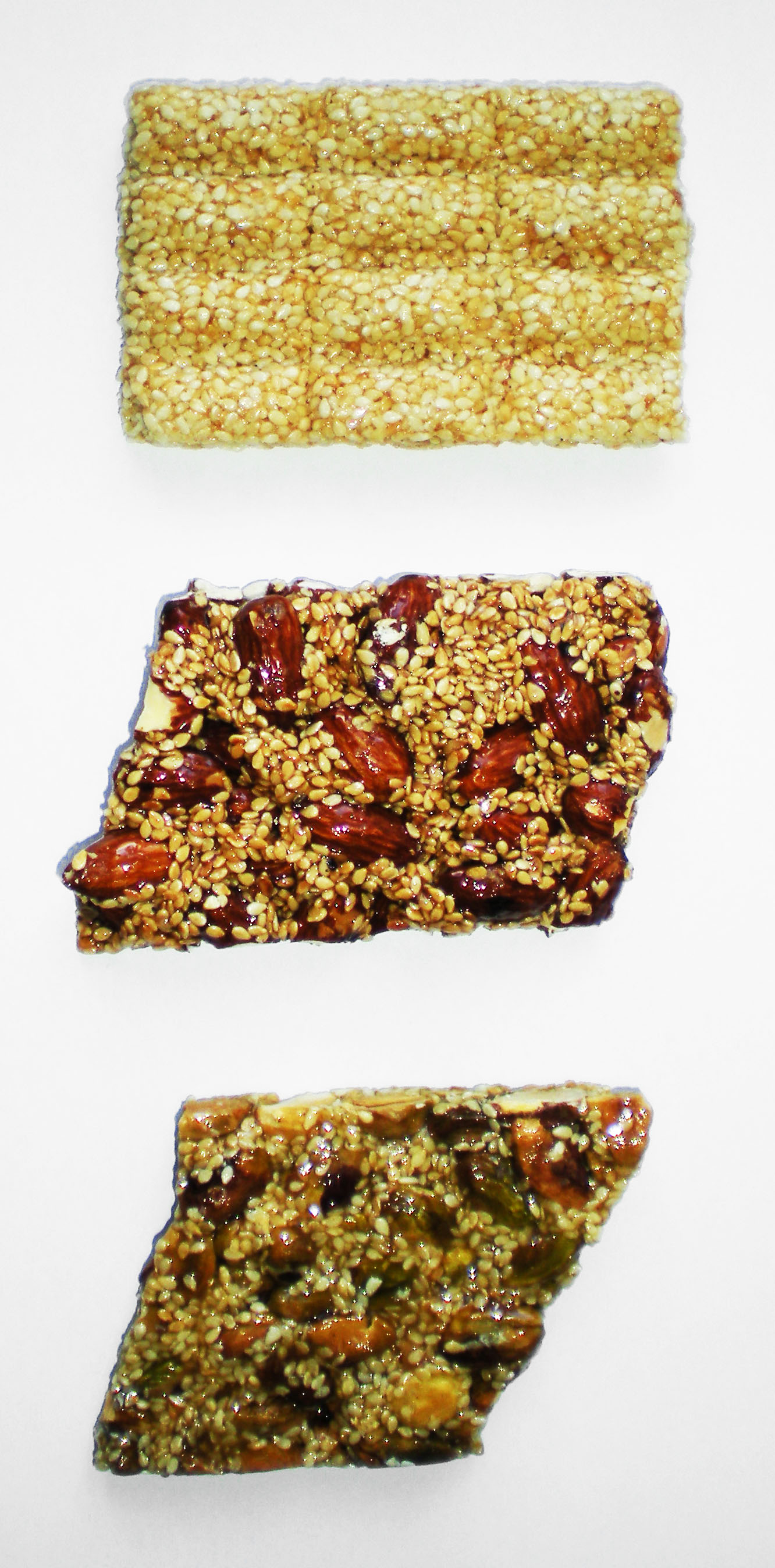
Tre olika sorters sesamfrögodis.

Sesamfrön och -olja används rikligt i Indien. I stora delar av landet blandas sesamfrö med upphettat jaggery (en sorts rörsocker), socker eller palmsocker till krokantliknande godisbollar. I Punjab och Tamil Nadu kallas den pinni på urdu och ell urundai på tamil och ellunda på malajsiska. I Manipur använda svart sesam för att göra chikki och även kallpressad olja. I Assam används svart sesam för att göra til pitha och tilor laru (sesamfröbollar), och till kött för att laga til mangko under bihu. 
Inom det tamilska köket används mycket sesamolja. Mjölet Milagai podi görs på sesamfrön och torkad chili, och används som smakförstärkare. Sesamolja används här även som ett konserveringsmedel och för att mildra hettan i den starka maten och inläggningarna.
Sesamfrökakor och kex, både söta och salta är populära i delar av Amerika, exempelvis i Charleston, South Carolina. Sesamfrön, som där också kallas för benne, tros ha medförts dit av Västafrikanska på 1600-talet. I karibiska köket görs kakor av sesamfrö och socker, som påminner om krokant. Inom de mexikanska köket kallas sesamfrön för ajonjolí. Det används främst för att reda såser, som mole och adobo. Sesamfrön strös gärna även på matbröd eller kex, så kallade alegrías.
Sesam är en viktig ingrediens i många kök i Mellanöstern. Sesamfrön används för att göra röran tahini, som används i en mängd typiska rätter som hummus och konfekten halvah. På samma sätt är den en vanlig ingrediens i köken kring Levanten, som i kryddblandningen za'atar, som är populär över hela Mellanöstern.
I södra och östra Asien, och i Mellanöstern görs ett populärt godis av sesamfrön som blandas med honung eller sirap och som sedan rostas. I Japan görs den tofuliknande goma-dofu av sesampasta och stärkelse.
På Sicilien görs giuggiulena, som är en sorts sesamkakor, och giurgiulena som är en sorts nougatliknande sesamgodis och som ofta serveras till jul. Båda namnen är alternativa stavningar av sicilianskans ord för sesamfrö.
Sesamolja används som smaksättare men även som matlagningsolja och olika sorter har olika kvaliteter för olika bruk.

## Galleri

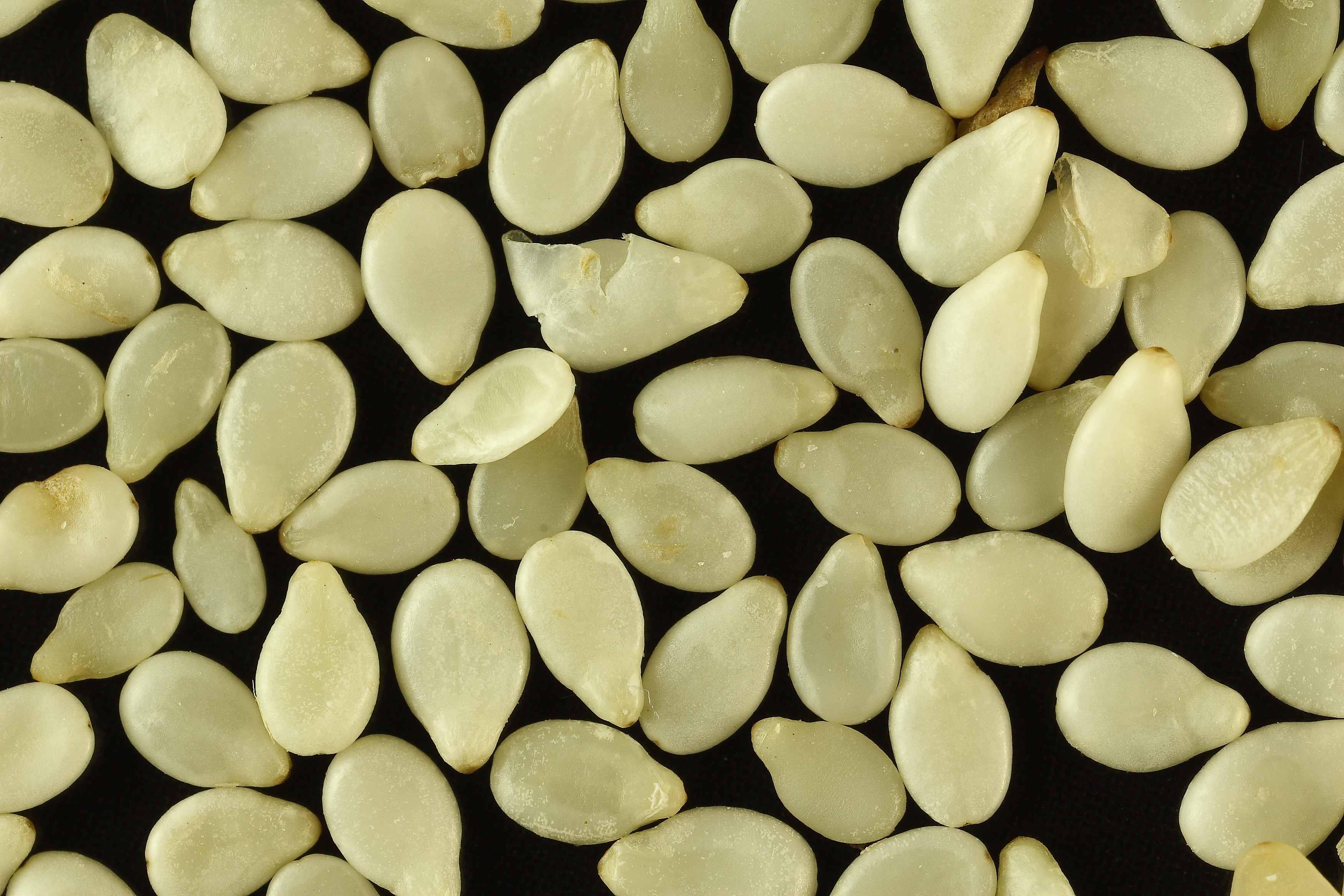
Förstoring av ett vitt sesamfrö.
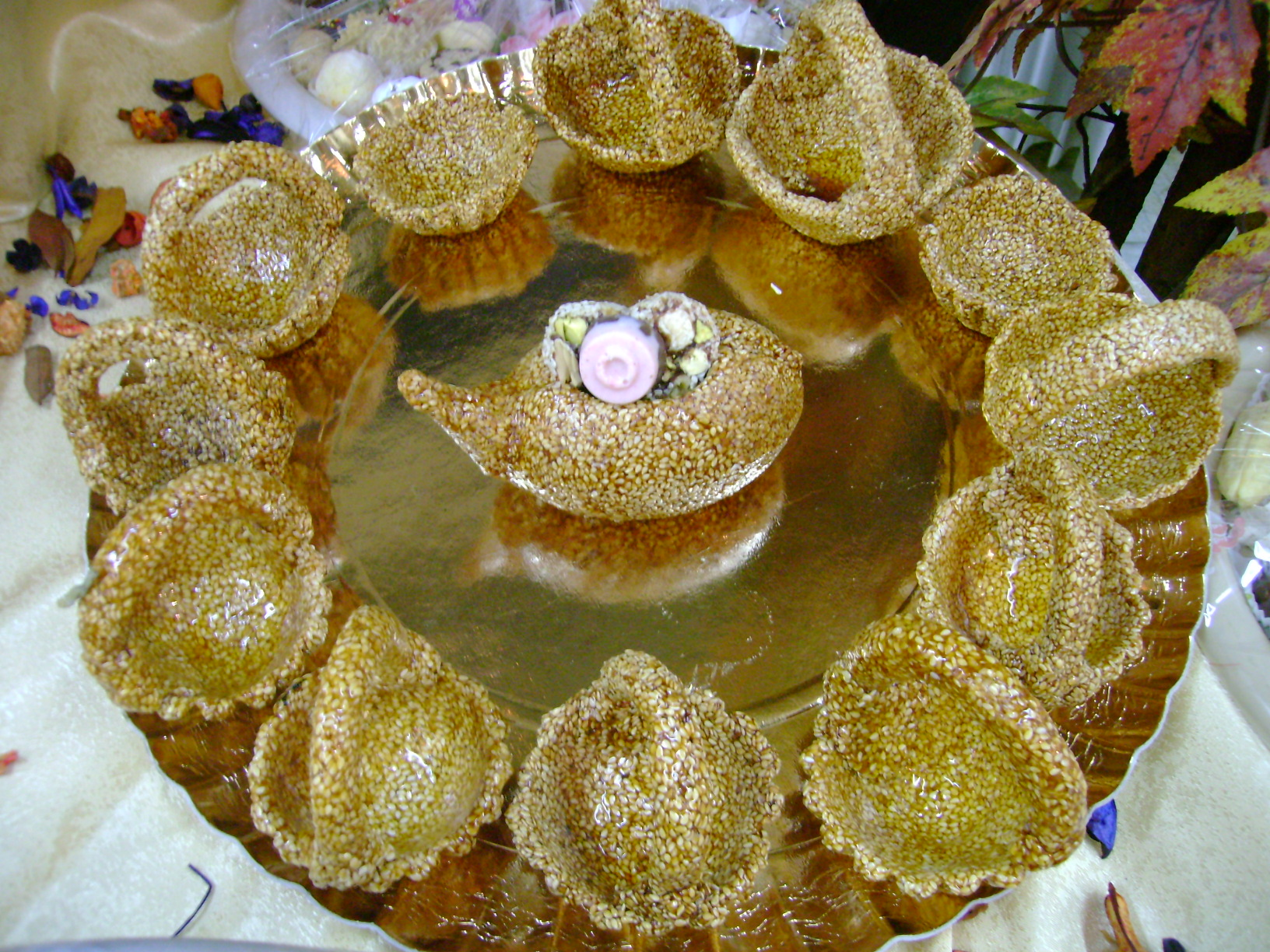
Sesamfrön strös ofta på bröd, kex och kakor.
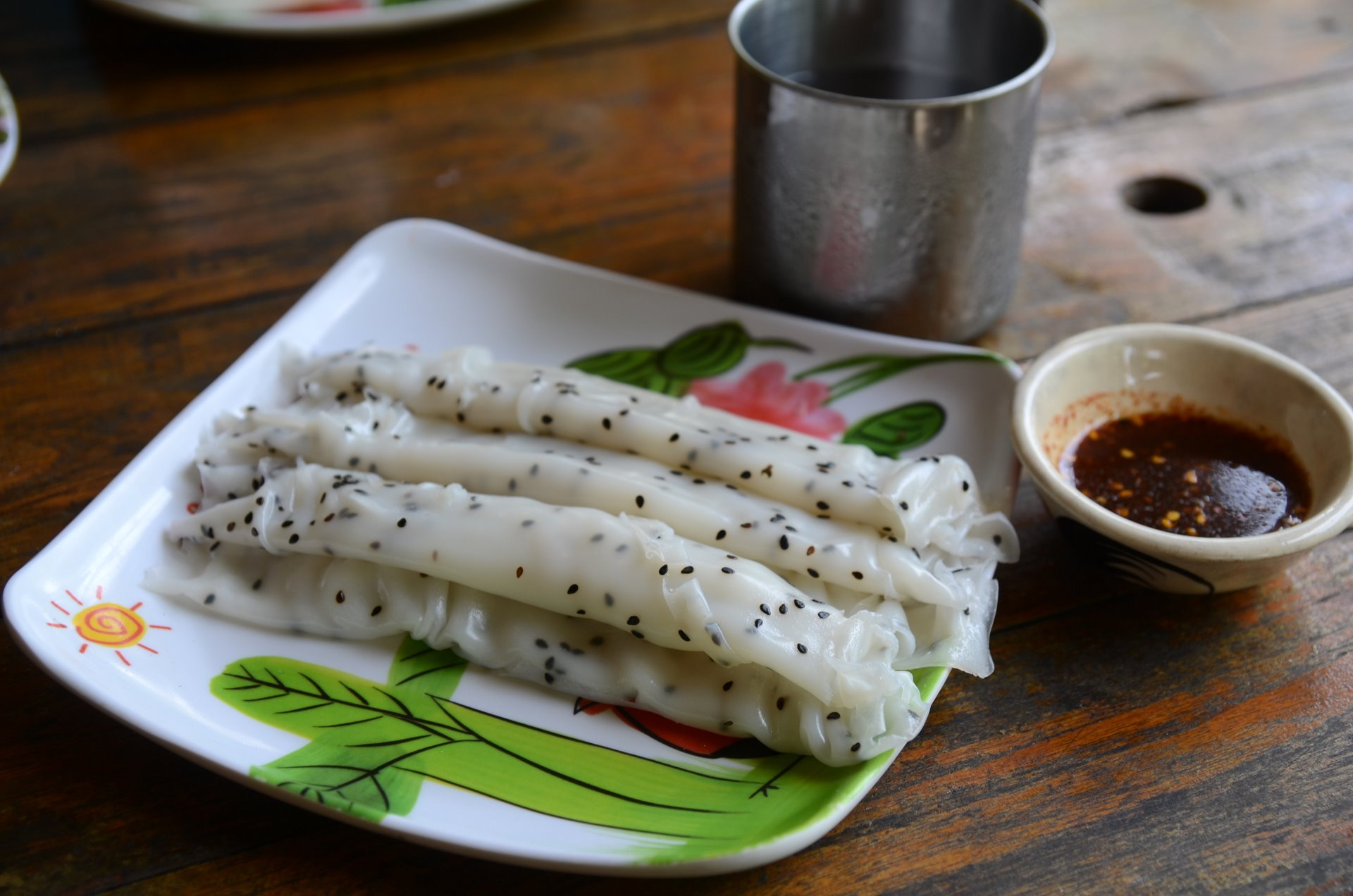
Khao phan med svarta seamfrön.
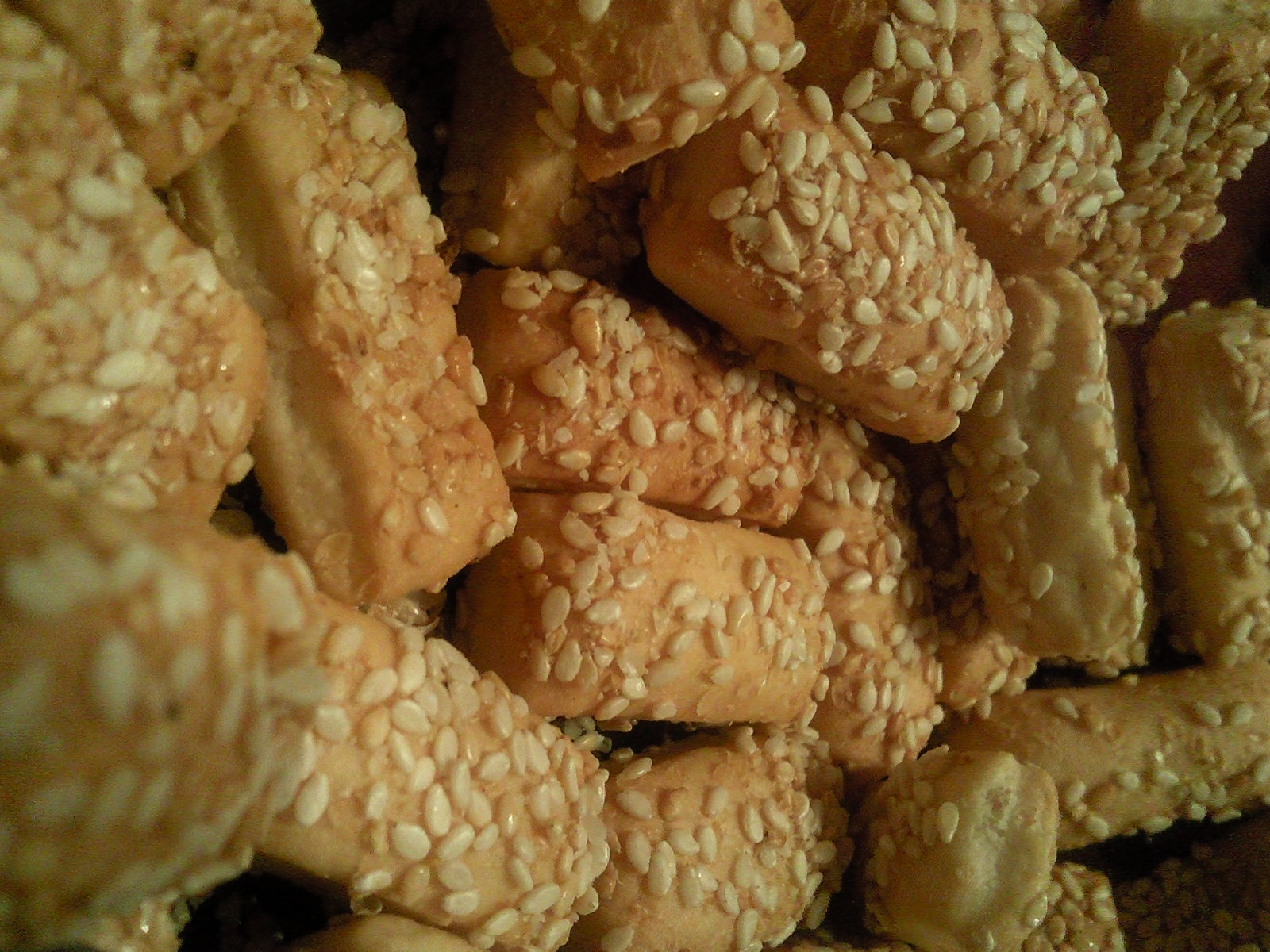
Brödpinnar med sesamfrön.
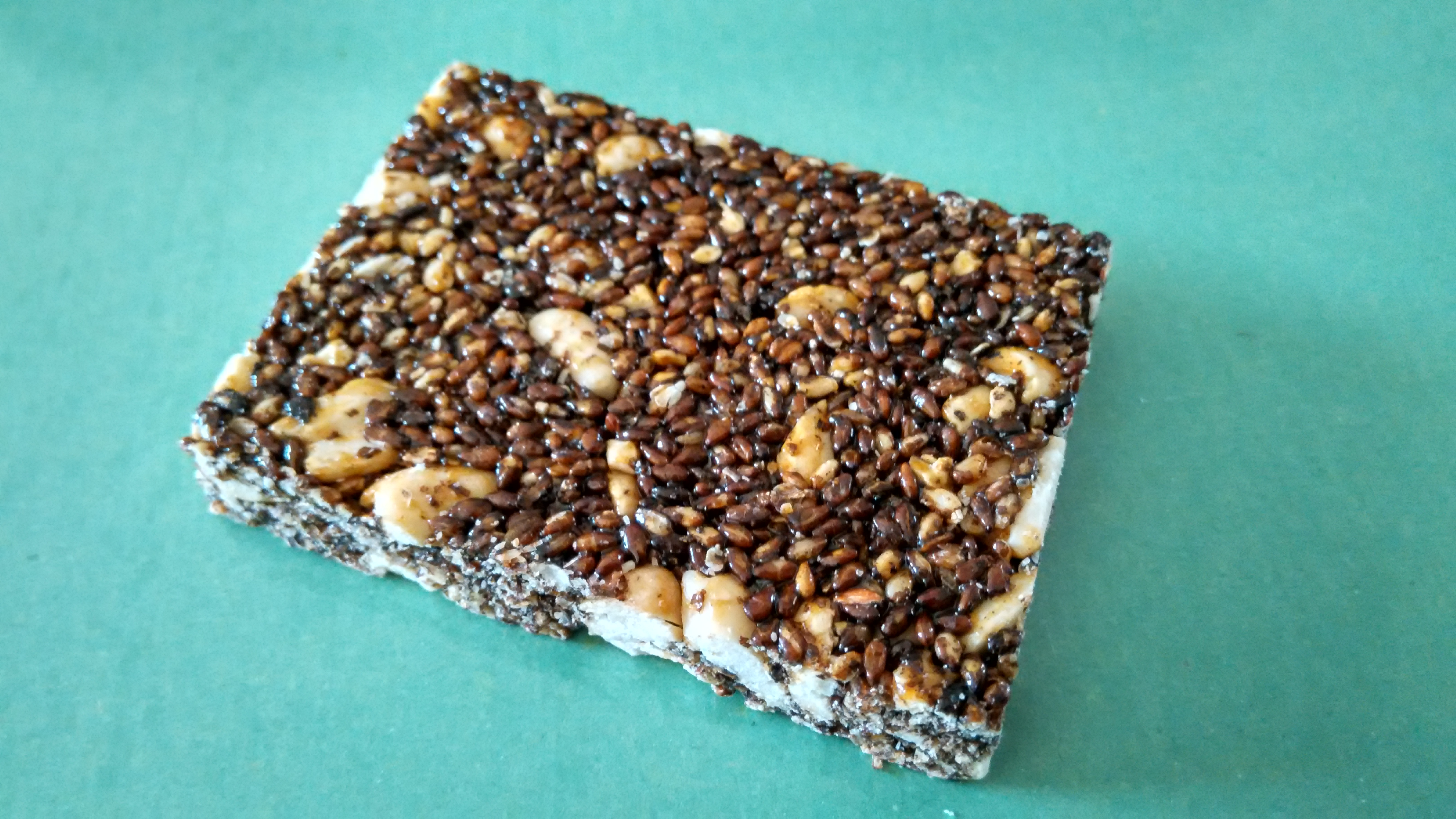
Söt sesamkaka.
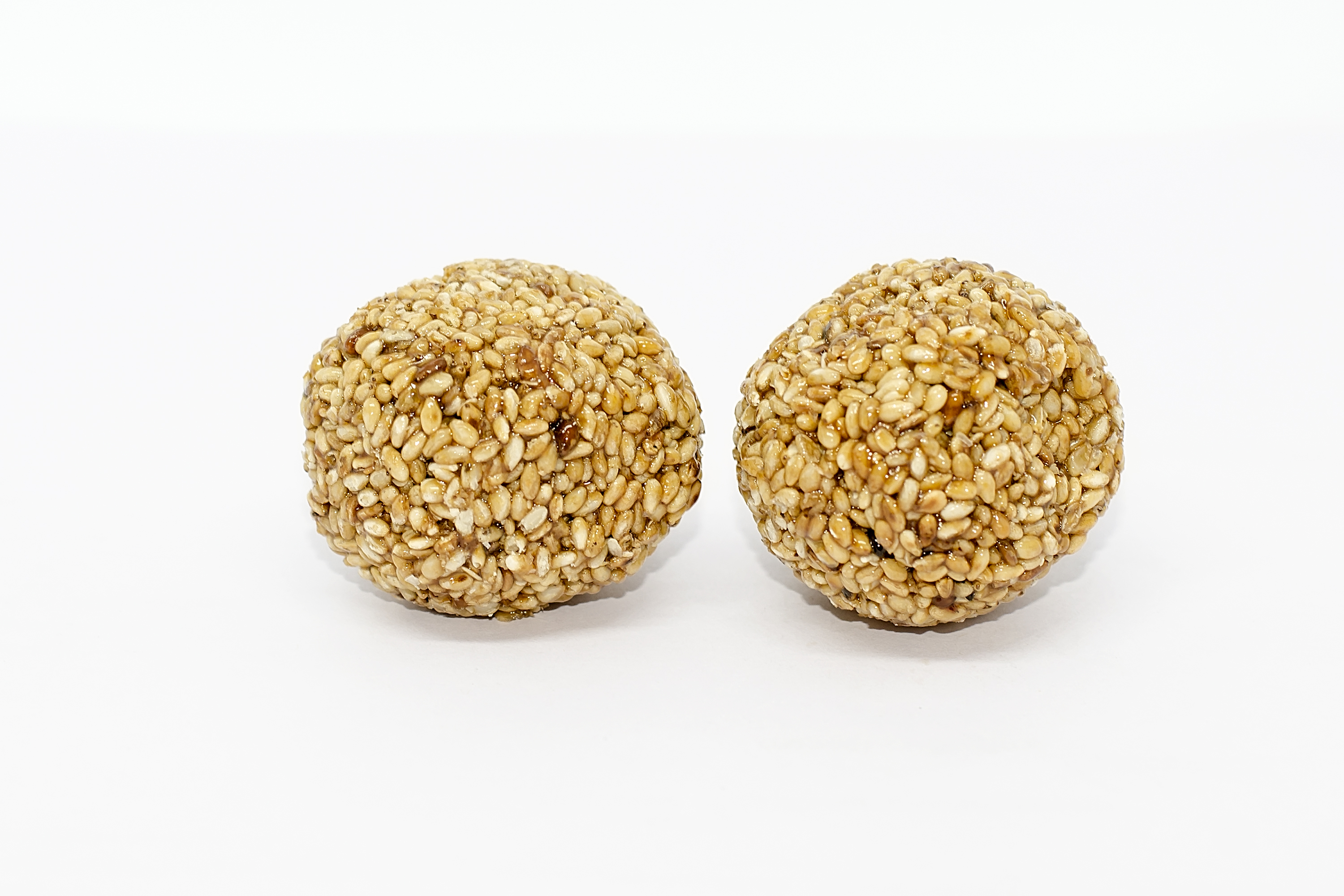
Sesamfröbollar.
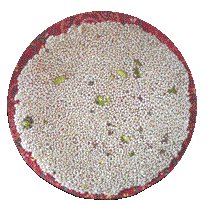
Til-patti, en delikatess från Indien.
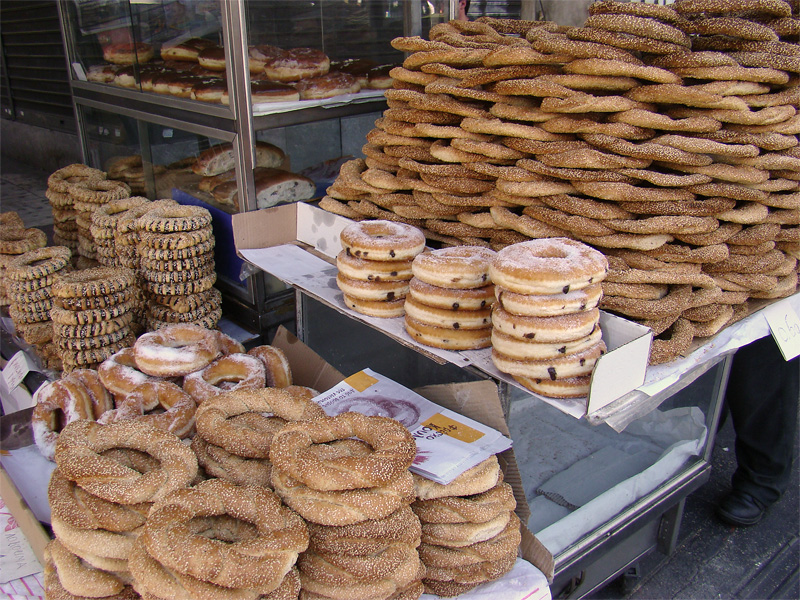
Simit, koulouri eller gevrek, ett ringformat bröd med sesamfrön

## Allergi
Sesamfrön kan vara starkt allergiframkallande hos vissa personer och orsaka kraftiga allergiska reaktioner som kan resultera i dödsfall.

## I kulturen
Frökapselns naturliga öppnande, frönas oljerikedom och värde, har resulterat i flera myter. När sesamfröna är mogna spricker kapseln av sig själv med ett poppande läte. Den mest kända myten är berättelsen om "Ali Baba och de fyrtio rövarna" med frasen "sesam, öppna dig", som magiskt öppnar en förseglad grotta. 
Sesamfrön förekommer även i hindilitteratur, i ordspråket "til dharnay ki jagah na hona", vilket syftar på en plats så trång att inte ens ett ytterligare sesamfrö får plats, och i "in tilon mein teil nahee", som syftar på en person som verkar hjälpsam men som inte är till någon hjälp när det verkligen gäller, och som bokstavligen betyder "ingen olja (finns kvar) i detta sesamfrö."